# 信長老師的年幼妻子
《信長老師的年幼妻子》是日本漫畫家，以戰國時代及穿越為題材創作的漫畫作品，雙葉社出版，於漫畫雜誌《月刊Action》開始連載。2018年12月宣佈改編為電視動畫，2019年4月6日開始播放。

## 故事簡介
中學教師「織田信永」一直以來都沒放棄這有如美少女遊戲般的夢想，就是有個超喜歡自己的少女突然出現在身旁，某一天他身邊真的出現了一位自稱 14 歲的少女，這位名為「歸蝶」的女孩似乎來自戰國世代，她立志要和信永生下愛的結晶。

## 登場角色
織田信永（聲：酒井廣大）
本作品的主人公。28歲，在初中作為社會科老師。織田信長的嫡系子孫。
喜愛美少女遊戲，夢想可以像遊戲裏美少女雲集的後宮場面。
信永的日文發音跟信長的日文發音是一樣(nobunaga)。
齋藤歸蝶（聲：上原明里）
從織田家倉庫突然出現的14歲（虛歲15歲）少女。本來是政治聯姻而嫁給織田信長(即後來的信長正妻濃姬)，但卻穿越到了現代。
將「信永」誤認成了「信長」，並打算和他締結夫婦的契約。
生駒吉乃（聲：小澤亞李）
從信永在岐阜城因為觸摸展示用的陶器中出現，與歸蝶年紀相仿的少女，自稱是織田信長的側室生駒吉乃生到現代。29歲時去世，以年輕的樣貌轉生。
擁有可以看出跟信長相關人物的靈魂是誰的能力(限她當時生前見過的人)。
枇杷島萬結（聲：結崎木乃美）
信永的學生，實際上是喜歡BL的腐女，所以喜歡私底下畫BL的圖，也因為這樣被信永看到，沒有被信永責備和嘲笑，因此讓雙方有了共通的秘密而暗戀信永。經吉乃確認體內靈魂為信長之側室阿鍋之方。
星丘友里（聲：田中茉理花）
在信永的班級擔任助理教師的女教師。24歲。經吉乃確認體內靈魂為織田信忠的奶媽，同時也是側室的慈德院。
在學校聲譽很好，因為擁有傲人的上圍而受學生歡迎。
熱田杏南（聲：豐田萌繪）
枇杷島萬結的朋友，有著無所畏懼的性格，因萬結喜歡信永而常常與歸蝶作對。
織田市香（聲：木下鈴奈）
信永的妹妹。24歲，一直擔心愛做夢的哥哥。經吉乃確認體內靈魂為信長之妹阿市。
熱田蘭真（聲：宮田幸季）
杏南的弟弟，喜愛男扮女裝，奪走了信永的初吻，但其體內的靈魂是森蘭丸。
明智光秀
織田信長的部下，在本能寺背叛信長而出名。
織田信繁、織田花惠
信永與市香的雙親，喜好收集古董。

## 出版書籍

### 漫畫
| 冊數 | 雙葉社         | 雙葉社                 | 東立出版社   | 東立出版社             |
| 冊數 | 發售日期       | ISBN                   | 發售日期     | ISBN                   |
| ---- | -------------- | ---------------------- | ------------ | ---------------------- |
| 1    | 2017年11月10日 | ISBN 978-4-575-85061-1 | 2019年6月6日 | ISBN 978-957-261-952-0 |
| 2    | 2018年5月11日  | ISBN 978-4-575-85153-3 |              |                        |
| 3    | 2018年12月12日 | ISBN 978-4-575-85240-0 |              |                        |
| 4    | 2019年3月12日  | ISBN 978-4-575-85277-6 |              |                        |
| 5    | 2019年10月11日 | ISBN 978-4-575-85359-9 |              |                        |

## 電視動畫

### 主題曲
片頭曲
作詞：畑亞貴，作曲、編曲：Tom-H@ck，主唱：Pyxis
片尾曲「Returner Butterfly」
作詞：松井洋平，作曲：俊龍，編曲：中土智博，主唱：立花理香

### 各話列表
| 話數   | 日文標題 | 中文標題               | 劇本       | 分鏡       | 演出       | 作畫監督                     |
| ------ | -------- | ---------------------- | ---------- | ---------- | ---------- | ---------------------------- |
| 第1話  |          | 妻子光臨雖然很好       | 翌有藏     | 佐佐木勅嘉 | 佐佐木勅嘉 | 西川鷹司                     |
| 第2話  |          | 信永的決心             | 翌有藏     | 佐佐木勅嘉 | 佐佐木勅嘉 | 竹内一將                     |
| 第3話  |          | 歸蝶 前去學校          | 翌有藏     | 半田大貴   | 半田大貴   | Hwang Youngsik               |
| 第4話  |          | 稻葉山城               | 翌有藏     | 馬場龍一   | 馬場龍一   | 菊地俊介                     |
| 第5話  |          | 第二人                 | 翌有藏     | 半田大貴   | 倉森六郎   | Hwang Youngsik               |
| 第6話  |          | 清洗後背               | 佐佐木勅嘉 | 三浦三郎   | 倉森六郎   | 徐鴎侠、半田大貴、川上俊弘   |
| 第7話  |          | 第三人                 | 佐佐木勅嘉 | 佐佐木勅嘉 | 佐佐木勅嘉 | 吉田肇、佐佐木勅嘉           |
| 第8話  |          | 第四人                 | 翌有藏     | 馬場龍一   | 馬場龍一   | 竹内一將                     |
| 第9話  |          | 喜歡的理由             | 佐佐木勅嘉 | 半田大貴   | 半田大貴   | Kim Bongduk                  |
| 第10話 |          | 第五人!?               | 佐佐木勅嘉 | 三浦三郎   | 布施康之   | Han Seunghee                 |
| 第11話 |          | 慈德院與阿鍋之方的遺憾 | 翌有藏     | 佐佐木勅嘉 | 菊地俊介   | 菊地俊介                     |
| 第12話 |          | 妻子說了不會回去       | 翌有藏     | 佐佐木勅嘉 | 佐佐木勅嘉 | 西川鷹司、野澤弘樹、山本雄貴 |

## 外部連結
- 電視動畫《信長老師的年幼妻子》官網（页面存档备份，存于）（日語）
- 電視動畫《信長老師的年幼妻子》官方的X（前Twitter）[]（日語）